# Гуртлуд
Гуртлу́д (рос. Гуртлуд) — присілок у складі Сюмсинського району Удмуртії, Росія.

## Населення
Населення — 261 особа (2010; 302 в 2002).
Національний склад (2002):
- росіяни — 57 %
- удмурти — 42 %

## Персоналії
В присілку народився Брагін Федір Федосійович — почесний громадянин Сюмсинського району.

## Урбаноніми[3]
- вулиці — Виробнична, Молодіжна, Першотравнева, Радянська